# Колокінту
Колокінту (грец. Κολοκυνθού), також Колокіту (грец. Κολοκυθού) — район у північно-західній частині Афін, межує із районом Академія Платона та муніципалітетом Егалео.
Свою назву район отримав від катаревусного κολοκύνθη, що означає гарбуз.